# Eurybia sibirica
Eurybia sibirica е вид многогодишно растение от семейство Сложноцветни (Asteraceae). Видът е незастрашен от изчезване.

## Разпространение
Eurybia sibirica е разпространен в северозападна Северна Америка, Северна Европа и Северна Азия. Среща се предимно в открити райони на субарктически гори в пясъчни или чакълести почви на височина, варираща от морското равнище до 2200 метра.

## Описание
Eurybia sibirica е многогодишна билка достигаща до 60 cm на височина. Разпространява се чрез тънки подземни коренища.